# Vuojatnjarka naturreservat
Vuojatnjarka naturreservat är ett naturreservat i Jokkmokks kommun i Norrbottens län.
Området är naturskyddat sedan 2019 och är 102 hektar stort. Reservatet ligger en bit söder om sjön Karats och består av tallbrännor som vid våtmarkerna i norr övergår till lövrika gransumpskogar